# Islamorada
Islamorada est un village du comté de Monroe, dans l’État de Floride, s’étendant sur les îles de Lower Matecumbe Key, Upper Matecumbe Key, Windley Key et Plantation Key dans les Keys, aux États-Unis. Sa population s’élevait à 6 119 habitants lors du recensement de 2010, estimée à 6 544 habitants en 2017.

## Histoire
Le toponyme « Islamorada », qui signifie « île pourpre », provient des premiers explorateurs espagnols.
Islamorada  a été constituée en commune (incorporated village) le 4 novembre 1997.

## Démographie
| Groupe            | Islamorada | Floride | États-Unis |
| ----------------- | ---------- | ------- | ---------- |
| Blancs            | 96,5       | 75,0    | 72,4       |
| Métis             | 1,0        | 2,5     | 2,9        |
| Afro-Américains   | 0,7        | 16,0    | 12,6       |
| Asiatiques        | 0,6        | 2,4     | 4,8        |
| Autres            | 0,8        | 3,6     | 6,2        |
| Amérindiens       | 0,4        | 0,4     | 0,9        |
| Total             | 100        | 100     | 100        |
|                   |            |         |            |
| Latino-Américains | 9,6        | 22,5    | 17,37      |

Selon l’American Community Survey, pour la période 2001-2015, 85,99 % de la population âgée de plus de 5 ans déclare parler l'anglais à la maison, 10,43 % déclare parler l'espagnol, 1,77 % le français et 1,82 % une autre langue.
La population hispanique et latino est majoritairement d'origine cubaine et mexicaine, les Cubano-Américains représentant 4,8 % de la population du comté et les Mexicano-Américains 1,4 %.
| 1970  | 1980  | 1990  | 2000  | 2010  | - |
| ----- | ----- | ----- | ----- | ----- | - |
| 1 251 | 1 441 | 1 220 | 6 846 | 6 119 | - |